# Коммунистическая партия Непала (1949)
Коммунистическая партия Непала (непальск. नेपाल कम्युनिष्ट पार्टी) — непальская коммунистическая партия, созданная под руководством Пушпы Лала Шрестхи 29 апреля 1949 года в Калькутте с целью борьбы с феодализмом, монархическим режимом в стране и империализмом на международном уровне.

## История
Внутренними предпосылками для формирования КПН стали углубление кризиса консервативных феодальных производственных отношений, первые классовые выступления рабочего класса, путь к которым открывали развитие в стране промышленности и мобилизация масс в борьбе против автократии клана Рана. Важную роль в создании местной коммунистической партии сыграли контакты с индийскими коммунистами, о чём красноречиво свидетельствует место проведения её учредительной конференции.
КПН, наряду с Непальским конгрессом, сыграла важную роль в восстании 1951 года, сместившем олигархический режим премьер-министров из династии Рана. Для противостояния новому коалиционному правительству Рана и Непальского конгресса Коммунистическая партия, а также созданные ею организации (Всенепальская рабочая ассоциация, Всенепальская студенческая федерация, Всенепальская женская ассоциация, Всенепальская молодёжная ассоциация) и отдельные некоммунистические объединения («Непал праджа паришад» или Ассоциация социальных реформ), сплотились в июне 1951 года в единый фронт, получивший название «Народного демократического единого фронта» и возглавляемый. председателем Танка Прасад Ачарией (НПП) и секретарем Шайлендра Кумаром Упадхьяей (КПГ).
Уже в январе 1952 года КПН была запрещена, поводом к чему послужило восстание в Ракша Дал. Тогда заключенный оппозиционный лидер Непальского Конгресса Кунвар Индерджит Сингх вместе с 30 кадрами КПГ организовал тюремное восстание и побег в Тибет; 14 из беглецов позднее были вновь арестованы при попытке вернуться домой через китайско-непальский границу.
В 1956 году партия во главе с генсеком Ман Моханом Адхикари была легализована. На первых выборах в Национальную ассамблею 18 февраля 1959 года коммунисты добились заметного успеха (более 7,21 % голосов, что обеспечило 4 места из 109).
Однако решение нового партийного лидера Кешара Джанга Райямаджхи поддержать королевский переворот 1960 года поставило партию на грань раскола. Члены партии во главе с Пушпой Лалом и Моханом Бикрамом Сингхом выступили резко против. К 1962 году и это радикальное крыло КПН раскололось — по вопросу китайско-индийской пограничной войны: Пушпа Лал поддержал Индию, Тулси Дал Амайтья — КНР. В итоге, КПН распалась на различные фракции, положив начало многочисленным конкурирующим компартиям в стране.